# Жозеф Фуше
Жозеф Фуше, први војвода Отранта (21. мај 1759 — 25. децембар 1820.) је био француски политичар из периода Француске револуције и Наполеонових ратова. У периоду од 1792. до 1815. године обављао је функцију министра полиције.

## Биографија
Рођен је 1759. године у Ле Пелерину код Нанта. Школовао се код свештеника у Нанту и Паризу. Свештенички ред који га је школовао укинут је 1791. године те је Фуше приступио локалном огранку јакобинаца и убрзо је постао његов председник. Фуше је 1792. године изабран у Национални Конвент. Првобитно је био жирондинац. Гласао је за погубљење Луја XVI након чега је постао близак монтањарима. Учествује у гушењу лионског устанка (1793) против Конвента. Када је већина из Комитета јавног спаса почела критиковати јакобински терор и Максимилијана Робеспјера, Фуше је заступао умерени пут. Након погубљења присталица Жака Ебера, Фуше је 1794. године позван пред Конвент. Исте године постаје председник јакобинског клуба, али га напушта због сукоба са Робеспјером. Окупља око себе савезнике и доприноси Робеспјеровом паду. Фуше је јакобинац и током владавине Директоријума. Након државног удара 18. фруктидора (1797), избацио је ројалисте из законодавних савета. Убрзо је именован француским послаником у Милану, а потом и у Хагу. Фуше је 20. јула 1799. године постао француски министар полиције. Подржавао је Наполеонов државни удар 18. бримера. Након успостављања Конзулата, добио је задатак организовања и вођења тајне полиције. Ипак, августа 1802. године његово министарство је укинуто због покушаја да се супротстави одлуци Сената да Наполеона именује доживотним конзулом. Након његовог одласка, у полицији је настао хаос који је поправљен тек након што је Фуше поново постао министар након што је дао подршку Првом француском царству. Постаје гроф Царства 1808. године, а следеће године војвода Отранта. Године 1809. изабран је за министра унутрашњих послова (поред министарства полиције). Фуше од 1807. године сплеткари са ројалистима и Британијом. Јула 1809. године самоиницијативно је наредио мобилизацију скоро 60.000 припадника Националне гарде. Наполеон га је због тога разрешио дужности. Именован је гувернером, али су откривени његови тајни преговори са Британијом те је јавно осрамоћен. Наполеон га је 1812. године именовао управником Илирских провинција. Када је Аустрија повратила ове територије, Фуше је послат у Напуљ. Тамо је играо двоструку улогу са Наполеоном и напуљским краљем Жоашеном Миром. Године 1814. Фуше се вратио у Париз. Луј XVIII га је игнорисао док Фуше није почео радити против њега. Одбио је место министра полиције да би га прихватио по Наполеоновом повратку са Елбе. Током Наполеонових сто дана, Фуше са Лујем негује добре односе. Након пораза код Ватерлоа, Фуше је наговорио Наполеона на другу абдикацију те је накратко био председник Извршне комисије. Луј га је након Бурбонске рестаурације именовао министром полиције, али су радикални ројалисти убрзо исфорсирали његову оставку. Осуђен је, заједно са осталима који су гласали за смрт Луја XVI, те је протеран у Дрезден. Егзил је провео у Прагу, Линцу и Трсту, где је и умро 1820. године. 